# Hiram Hutchinson
Pour les articles homonymes, voir Hutchinson.
Hiram Hutchinson, né en 1808, mort en 1869, était un industriel américain d'origine britannique, fondateur en 1853 de la Compagnie européenne de caoutchouc souple, ancêtre de l'actuel groupe industriel Hutchinson Worldwide, revendu par ses héritiers 29 ans après la mort de son fondateur, en 1898.
Après avoir racheté les brevets de Charles Goodyear sur la vulcanisation du caoutchouc, en 1853, Hiram Hutchinson fit l'acquisition, pour 3 millions de francs-or, de l'ancienne Papeterie royale de Langlée, sise à Châlette-sur-Loing (Loiret). Les bâtiments abritant la papeterie avaient été, au XVIIIe siècle, propriété du chambellan du duc d'Orléans.
Hiram Hutchinson séjourna environ un an dans le Gâtinais, le temps de mettre en route les activités de transformation des caoutchoucs, puis confia la gestion de l'usine à son fils Alcander.
Hiram Hutchinson fut également vice-consul des États-Unis dans la colonie britannique de Singapour.
Dès son retour aux États-Unis, Hiram Hutchinson continua de s'intéresser aux utilisations de la nouvelle matière qu'était le caoutchouc, dont il avait la certitude qu'il serait porteur d'un grand essor industriel.
Dépendant depuis 1974 du groupe Total, qui prit cette année-là la majorité des parts du groupe Hutchinson, le groupe et ses filiales sont directement intégrés, depuis 2000, dans Atofina, branche « chimie » du groupe Total. L'usine historique de Châlette-sur-Loing est toujours en activité.